# 土主镇 (乐山市)
土主镇，是中华人民共和国四川省乐山市市中区下辖的一个乡镇级行政单位。2019年12月，撤销石龙乡，将原石龙乡红月村和平和村所属行政区域划归土主镇管辖。

## 行政区划
土主镇下辖以下地区：
土主场社区、铁牛村、红岩坝村、斗笠拗村、土门子村、金星村、杨家河村、石板冲村、红川村、花石岩村、红花村、桐子林村和高岩塘村。